# Кравчук Володимир Іванович
Володи́мир Іва́нович Кравчу́к — український політик і науковець. Доктор технічних наук (2005), професор (2004), академік НААНУ (механізація та електрифікація с. г., 11.2007); Секретаріат Кабінету Міністрів України, заступник начальника Управління координації здійснення аграрної політики, завідувач сектору з питань розвитку технічної політики в аграрній сфері, соціальної інфраструктури та підприємництва у сільській місцевості; зав. катедри с.-г. машинобудування Нац. аграрного ун-ту.

## Життєпис
Народився 21 липня 1951 року (с. Плиска, Лановецький район, Тернопільська область); українець.
Осв.: Укр. с.-г. академія, ф-т механізації с.-г. виробництва (1968—1973), інженер-механік; канд. дис. «Обґрунтування процесу відокремлення обгорток і стрижневої маси при подрібненні початків кукурудзи підвищеної вологості на решіткових молоткових дробилках.» (Укр. НДІ механіз. і електриф. с. г., 1992); док. дис. «Адаптація сільськогосподарських машин в системах керованих технологій землеробства» (Нац. аграрний ун-т, 2004).
Народний депутат України 2-го склик. з 03.1994 (1-й тур) до 04.1998, Білоцерківський виб. окр. № 215, Київ. обл., висун. тр. кол. Заступник голови Комітету з питань АПК, земельних ресурсів і соц. розвитку села. Член фракції АПУ (до цього — групи «Аграрники України»). На час виборів: колект. с.-г. підпр. «Вільнотарасівське» Білоцерківського р-ну, гол. правл.
- 1975—1985 — старший інженер, головний інженер, начальник відділу, заступник директора «Укрдосліднасінтресту» Головного управління сільськогосподарської науки МСГ УРСР.
- 1985—1989 — заступник директора дослідного господарства «Терезине» Білоцерківського району.
- 1989—1994 — голова правління колективного сільськогосподарського підприємства «Вільнотарасівське» Білоцерківського району.
- З листопада 1995 — заступник Міністра машинобудування, ВПК і конверсії України — директор Державного департаменту тракторного і сільськогосподарського машинобудування «Украгромаш».
- Листопад 1995-лютий 2000 — заступник Міністра промислової політики України — директор Державного департаменту тракторного і сільськогосподарського машинобудування «Украгромаш».
- 05.2000-08.2002 — директор державного департаменту тракторного і сільськогосподарського машинобудування.

Лауреат Державної премії України в галузі науки і техніки (1992, 2001). Заслужений працівник сільського господарства України (11.1997).
Державний службовець 2-го рангу (11.1996), 1-го рангу (1998).

## Джерело
- НААН[недоступне посилання з квітня 2019]